# Shūji Terayama
Shūji Terayama (jap. 寺山 修司 Terayama Shūji; ur. 10 grudnia 1935, zm. 4 maja 1983) – japoński awangardowy poeta, dramaturg, pisarz, reżyser, aktor i fotograf. Przez niektórych krytyków uważany za jednego z najbardziej płodnych i kontrowersyjnych artystów. Opublikował około dwustu prac literackich, nakręcił szesnaście filmów, zarówno długo-, jak i krótkometrażowych, do dwudziestu pięciu napisał scenariusze.

## Życie prywatne
Urodził się 10 grudnia 1935 roku w Hirosaki (prefektura Aomori) jako jedyny syn Hachirō i Hatsu Terayama. Jego ojciec rzekomo zginął pod koniec wojny na Pacyfiku w Indonezji we wrześniu 1945 roku. Po wojnie jego matka została zmuszona do przeniesienia się na Kiusiu, gdzie pracowała w amerykańskiej bazie, zaś Terayama zamieszkał z krewnymi w Misawie.
Uczęszczał do Prefekturalnej Szkoły Średniej w Aomori (Aomori Kenritsu Aomori Kōtō Gakkō). W 1954 roku dostał się na Uniwersytet Waseda, gdzie krótko studiował język i literaturę japońską, jednakże z powodów zdrowotnych (zespół nerczycowy) niedługo później porzucił studia. Zaczął pracować w barach w Shinjuku, gdzie – jak stwierdził – pobierał dalszą naukę. W licznych esejach pisał, że więcej można nauczyć się dzięki boksowi i wyścigom konnym, aniżeli przez ciężką naukę na uniwersytetach. W późnych latach 60. stał się jedną z głównych postaci antyrządowych zamieszek organizowanych przez studentów i ludzi pracy. Owe wydarzenia przedstawił w swojej książce, sztuce i filmie Rzućmy książki, wyjdźmy na ulice!. Ożenił się z Kyōko Kujō, współzałożycielką Tenjō Sajiki (niezależna trupa teatralna prowadzona przez Terayamę w latach 1967–1983). Mimo rozwodu, współpracowali ze sobą do śmierci Terayamy. Zmarł 4 maja 1983 roku na marskość wątroby.

## Twórczość
W 1967 roku założył trupę teatralną Tenjō Sajiki, której nazwa stanowi nawiązanie do filmu Marcela Carné Komedianci (Les enfants du paradis) z 1945 roku. Grupa wykonywała sztukę awangardową, nierzadko kontrowersyjną, do ważniejszych jej sztuk zaliczyć można m.in. Niebieskobrodego, Yes i Zbrodnię Fatso Oyamy. Tenjō Sajiki nawiązała współpracę z artystą Tadanori Yokoo, który zaprojektował wiele plakatów do przedstawień grupy. Współpracowano również z eksperymentalnym kompozytorem Takaakim Terahara, znanym jako J.A. Seazer i muzykiem ludowym Kanem Mikamim. J.A. Saezer wydał w 2016 roku utrzymaną w konwencji folkowo-jazzrockowych ballad płytę The Girl Who Knew Poetry, z muzyczną interpretacją wierszy zmarłego przyjaciela. Terayama eksperymentował również ze „sztukami miejskimi”, będącymi dziwaczną satyrą na miejskie życie.
Zajmował się także poezją, w wieku osiemnastu lat otrzymał nagrodę Tanka Studies Award, zajmując drugie miejsce w konkursie.
W latach 60. rozpoczął przygodę z kinem. Pierwszym wyreżyserowanym przez niego filmem był Ori (1964), pełen symboli i niezrozumiałych aluzji. Filmowa twórczość Terayamy pełna była surrealizmu, podobnie jak reszta jego prac cechowała się awangardowym i eksperymentalnym stylem. Nie bał się tworzyć filmów skandalicznych, pełnych nagości i seksu. Drugi jego film, Cesarz Ketchup, do dziś budzi kontrowersje ze względu na sceny, które ocierają się o dziecięcą pornografię.
Założył także galerię Universal Generation, która do dziś istnieje w Misawie. Zgromadzono w niej sporą kolekcję sztuk, nowel, poematów, zdjęć i pamiątek po Terayamie.

## Filmografia

### Reżyseria
- 1964: Ori
- 1971: Rzućmy książki, wyjdźmy na ulice! (Sho wo suteyo, machi ni deyō)
- 1971: Cesarz Ketchup (Tomato Kecchappu kōtei)
- 1971: Janken sensō
- 1974: Wiejska ciuciubabka (Den-en ni shisu)
- 1975: Hoso tan
- 1975: Meigu tan
- 1977: Marudororu no uta
- 1977: Keshigomu
- 1977: Bokser (The Boxer)
- 1979: Prywatne kolekcje (Collections privées)
- 1981: Owoce namiętności (Les fruits de la passion)
- 1983: Video Letter
- 1983: Kusa meikyū
- 1984: Saraba hakobune

### Scenariusz
- 1960: Kawaita mizuumi
- 1960: Minagoroshi no uta yori kenjū-yo saraba!
- 1961: Waga koi no tabiji
- 1961: Yuhi ni akai ore no kao
- 1962: Namida o shishi no tategami ni
- 1964: Ori
- 1968: Piekło pierwszej miłości (Hatsukoi: Jigoku-hen)
- 1970: Buraikan
- 1971: Janken sensō
- 1971: Cesarz Ketchup (Tomato Kecchappu kôtei)
- 1971: Rzućmy książki, wyjdźmy na ulice! (Sho wo suteyo, machi ni deyō)
- 1974: Seishonen no tame no eiga nyumon
- 1974: Wiejska ciuciubabka (Den-en ni shisu)
- 1975: Hoso tan
- 1975: Meigu-tan
- 1977: Bokser (The Boxer)
- 1977: Keshigomu
- 1977: Marudororu no uta
- 1978: Sādo
- 1979: Prywatne kolekcje (Collections privées)
- 1990: Afurika monogatari
- 1981: Owoce namiętności (Les fruits de la passion)
- 1983: Kusa meikyū
- 1983: Video Letter
- 1904: Saraba hakobune